# 丹尼爾臣·費利拿·泰尼達迪
丹尼爾臣·費利拿·泰尼達迪（葡萄牙語：Danielson Ferreira Trindade，1981年1月9日—），出生于聖保羅，巴西职业足球运动员，司職後衛。

## 生涯
在2008年8月1日回到葡萄牙，與费雷拉簽署了一年合約。

## 連結
- （葡萄牙文） zerozero（页面存档备份，存于）